# Fed Cup 2017 Spareggi Gruppo Mondiale
Gli spareggi per il Gruppo Mondiale 2017 sono i principali spareggi della Fed Cup 2017, e collegano il Gruppo Mondiale al Gruppo Mondiale II. Ad essi partecipano le 4 squadre sconfitte nel primo turno del Gruppo Mondiale e le 4 squadre vincitrici del Gruppo Mondiale II, incrociandosi in scontri a eliminazione diretta. Le 4 squadre vincitrici degli spareggi avranno il diritto a partecipare al Gruppo Mondiale della Fed Cup 2018, mentre le perdenti retrocedono al Gruppo Mondiale II.

## Accoppiamenti
Le partite si sono disputate il 22 e 23 aprile 2017.
- Francia vs  Spagna
- Russia vs  Belgio
- Germania vs  Ucraina
- Slovacchia vs  Paesi Bassi

## Francia vs. Spagna
| Francia 4 | Halle André Vacheresse, Roanne, Francia 22–23 aprile 2017 Terra rossa (indoor) | Halle André Vacheresse, Roanne, Francia 22–23 aprile 2017 Terra rossa (indoor) | Spagna 0 |     |      |             |
| \| \| \| \| 1 \| 2 \| 3 \| \| \| - \| \| --------------------------------------------------------------------------- \| --- \| --- \| ---- \| ----------- \| \| 1 \| \| Kristina Mladenovic Sílvia Soler Espinosa \| 6 0 \| 6 1 \| \| \| \| 2 \| \| Pauline Parmentier Sara Sorribes Tormo \| 6 4 \| 6 2 \| \| \| \| 3 \| \| Kristina Mladenovic Sara Sorribes Tormo \| 6 1 \| 6 1 \| \| \| \| 4 \| \| Pauline Parmentier Sílvia Soler Espinosa \| \| \| \| non giocato \| \| 5 \| \| Alizé Cornet / Amandine Hesse María José Martínez Sánchez / Olga Sáez Larra \| 6 1 \| 3 6 \| 10 7 \| \| |                                                                                |                                                                                |          |     |      |             |
| |                                                                                |                                                                                | 1        | 2   | 3    |             |
| 1 | Francia (bandiera) · Spagna (bandiera)                                         | Kristina Mladenovic Sílvia Soler Espinosa                                      | 6 0      | 6 1 |      |             |
| 2 | Francia (bandiera) · Spagna (bandiera)                                         | Pauline Parmentier Sara Sorribes Tormo                                         | 6 4      | 6 2 |      |             |
| 3 | Francia (bandiera) · Spagna (bandiera)                                         | Kristina Mladenovic Sara Sorribes Tormo                                        | 6 1      | 6 1 |      |             |
| 4 | Francia (bandiera) · Spagna (bandiera)                                         | Pauline Parmentier Sílvia Soler Espinosa                                       |          |     |      | non giocato |
| 5 | Francia (bandiera) · Spagna (bandiera)                                         | Alizé Cornet / Amandine Hesse María José Martínez Sánchez / Olga Sáez Larra    | 6 1      | 3 6 | 10 7 |             |

## Russia vs. Belgio
| Russia 2 | Luzhniki Small Sports Arena, Mosca, Russia 22–23 aprile 2017 Terra rossa (indoor) | Luzhniki Small Sports Arena, Mosca, Russia 22–23 aprile 2017 Terra rossa (indoor) | Belgio 3 |      |     |  |
| \| \| \| \| 1 \| 2 \| 3 \| \| \| - \| \| -------------------------------------------------------------------- \| --- \| ---- \| --- \| \| \| 1 \| \| Elena Vesnina Alison Van Uytvanck \| 6 3 \| 6 4 \| \| \| \| 2 \| \| Anastasia Pavlyuchenkova Elise Mertens \| 4 6 \| 0 6 \| \| \| \| 3 \| \| Elena Vesnina Elise Mertens \| 4 6 \| 6 1 \| 2 6 \| \| \| 4 \| \| Anastasia Pavlyuchenkova Alison Van Uytvanck \| 5 7 \| 6 1 \| 6 0 \| \| \| 5 \| \| Anna Blinkova / Daria Kasatkina An-Sophie Mestach / Maryna Zanevs'ka \| 1 6 \| 62 7 \| \| \| |                                                                                   |                                                                                   |          |      |     |  |
| |                                                                                   |                                                                                   | 1        | 2    | 3   |  |
| 1 | Russia (bandiera) · Belgio (bandiera)                                             | Elena Vesnina Alison Van Uytvanck                                                 | 6 3      | 6 4  |     |  |
| 2 | Russia (bandiera) · Belgio (bandiera)                                             | Anastasia Pavlyuchenkova Elise Mertens                                            | 4 6      | 0 6  |     |  |
| 3 | Russia (bandiera) · Belgio (bandiera)                                             | Elena Vesnina Elise Mertens                                                       | 4 6      | 6 1  | 2 6 |  |
| 4 | Russia (bandiera) · Belgio (bandiera)                                             | Anastasia Pavlyuchenkova Alison Van Uytvanck                                      | 5 7      | 6 1  | 6 0 |  |
| 5 | Russia (bandiera) · Belgio (bandiera)                                             | Anna Blinkova / Daria Kasatkina An-Sophie Mestach / Maryna Zanevs'ka              | 1 6      | 62 7 |     |  |

## Germania vs. Ucraina
| Germania 3 | Porsche-Arena, Stoccarda, Germania 22–23 aprile 2017 Terra rossa (indoor) | Porsche-Arena, Stoccarda, Germania 22–23 aprile 2017 Terra rossa (indoor) | Ucraina 2 |     |      |  |
| \| \| \| \| 1 \| 2 \| 3 \| \| \| - \| \| --------------------------------------------------------------- \| --- \| --- \| ---- \| \| \| 1 \| \| Julia Görges Elina Svitolina \| 4 6 \| 6 1 \| 6 4 \| \| \| 2 \| \| Angelique Kerber Lesia Tsurenko \| 6 1 \| 6 4 \| \| \| \| 3 \| \| Angelique Kerber Elina Svitolina \| 4 6 \| 2 6 \| \| \| \| 4 \| \| Julia Görges Lesia Tsurenko \| 6 4 \| 6 4 \| \| \| \| 5 \| \| Laura Siegemund / Carina Witthöft Nadia Kichenok / Olga Savchuk \| 4 6 \| 6 4 \| 6 10 \| \| |                                                                           |                                                                           |           |     |      |  |
| |                                                                           |                                                                           | 1         | 2   | 3    |  |
| 1 | Germania (bandiera) · Ucraina (bandiera)                                  | Julia Görges Elina Svitolina                                              | 4 6       | 6 1 | 6 4  |  |
| 2 | Germania (bandiera) · Ucraina (bandiera)                                  | Angelique Kerber Lesia Tsurenko                                           | 6 1       | 6 4 |      |  |
| 3 | Germania (bandiera) · Ucraina (bandiera)                                  | Angelique Kerber Elina Svitolina                                          | 4 6       | 2 6 |      |  |
| 4 | Germania (bandiera) · Ucraina (bandiera)                                  | Julia Görges Lesia Tsurenko                                               | 6 4       | 6 4 |      |  |
| 5 | Germania (bandiera) · Ucraina (bandiera)                                  | Laura Siegemund / Carina Witthöft Nadia Kichenok / Olga Savchuk           | 4 6       | 6 4 | 6 10 |  |

## Slovacchia vs. Paesi Bassi
| Slovacchia 2 | Aegon Arena, Bratislava, Slovacchia 22–23 aprile 2017 Terra rossa (indoor) | Aegon Arena, Bratislava, Slovacchia 22–23 aprile 2017 Terra rossa (indoor) | Paesi Bassi 3 |     |   |        |
| \| \| \| \| 1 \| 2 \| 3 \| \| \| - \| \| ------------------------------------------------------------- \| --- \| --- \| - \| ------ \| \| 1 \| \| Jana Čepelová Richèl Hogenkamp \| 6 3 \| 6 2 \| \| \| \| 2 \| \| Rebecca Šramková Kiki Bertens \| 1 6 \| 3 6 \| \| \| \| 3 \| \| Jana Čepelová Kiki Bertens \| 3 6 \| 3 6 \| \| \| \| 4 \| \| Rebecca Šramková Richèl Hogenkamp \| 5 7 \| 4 6 \| \| \| \| 5 \| \| Kristína Kučová / Rebecca Šramková Cindy Burger / Arantxa Rus \| 2 1 \| \| \| ritiro \| |                                                                            |                                                                            |               |     |   |        |
| |                                                                            |                                                                            | 1             | 2   | 3 |        |
| 1 | Slovacchia (bandiera) · Paesi Bassi (bandiera)                             | Jana Čepelová Richèl Hogenkamp                                             | 6 3           | 6 2 |   |        |
| 2 | Slovacchia (bandiera) · Paesi Bassi (bandiera)                             | Rebecca Šramková Kiki Bertens                                              | 1 6           | 3 6 |   |        |
| 3 | Slovacchia (bandiera) · Paesi Bassi (bandiera)                             | Jana Čepelová Kiki Bertens                                                 | 3 6           | 3 6 |   |        |
| 4 | Slovacchia (bandiera) · Paesi Bassi (bandiera)                             | Rebecca Šramková Richèl Hogenkamp                                          | 5 7           | 4 6 |   |        |
| 5 | Slovacchia (bandiera) · Paesi Bassi (bandiera)                             | Kristína Kučová / Rebecca Šramková Cindy Burger / Arantxa Rus              | 2 1           |     |   | ritiro |

## Verdetti
- Francia,  Belgio,  Germania e  Paesi Bassi promosse alla Fed Cup 2018 Gruppo Mondiale
- Spagna,  Russia,  Ucraina e  Slovacchia retrocesse alla Fed Cup 2018 Gruppo Mondiale II